# Karate tại Đại hội Thể thao Đông Nam Á 2017
Môn karate thi đấu tại Đại hội Thể thao Đông Nam Á 2017 ở Kuala Lumpur sẽ diễn ra tại Trung tâm hội nghị Kuala Lumpur.
Đại hội năm 2017 được tham gia thi đấu trong 16 nội dung (4 quyền và 12 kumite).

## Danh sách huy chương

### Bảng huy chương
| Hạng               | Đoàn               | Vàng | Bạc | Đồng | Tổng số |
| ------------------ | ------------------ | ---- | --- | ---- | ------- |
| 1                  | Malaysia           | 7    | 2   | 4    | 13      |
| 2                  | Việt Nam           | 5    | 3   | 6    | 14      |
| 3                  | Indonesia          | 3    | 3   | 7    | 13      |
| 4                  | Thái Lan           | 1    | 5   | 5    | 11      |
| 5                  | Philippines        | 0    | 3   | 4    | 7       |
| 6                  | Myanmar            | 0    | 0   | 4    | 4       |
| 7                  | Brunei             | 0    | 0   | 1    | 1       |
| Tổng số (7 đơn vị) | Tổng số (7 đơn vị) | 16   | 16  | 31   | 63      |

### Quyền
| Nội dung     | Vàng                                                                     | Bạc                                                                                     | Đồng                                                                                        |
| ------------ | ------------------------------------------------------------------------ | --------------------------------------------------------------------------------------- | ------------------------------------------------------------------------------------------- |
| Cá nhân nam  | Lim Chee Wei · Malaysia                                                  | Ahmad Zigi Zaresta Yuda · Indonesia                                                     | Min Hein Khant · Myanmar                                                                    |
| Cá nhân nam  | Lim Chee Wei · Malaysia                                                  | Ahmad Zigi Zaresta Yuda · Indonesia                                                     | Orencio De Los Santos · Philippines                                                         |
| Cá nhân nữ   | Celine Lee Xin Yi · Malaysia                                             | Sisilia Agustiani Ora · Indonesia                                                       | Nguyễn Thị Hằng · Việt Nam                                                                  |
| Cá nhân nữ   | Celine Lee Xin Yi · Malaysia                                             | Sisilia Agustiani Ora · Indonesia                                                       | Monsicha Tararattanakul · Thái Lan                                                          |
| Đồng đội nam | Malaysia (MAS) · Emmanuel Leong Theng Kuang · Hoe Thomson · Lim Chee Wei | Indonesia (INA) · Andi Dasril Dwi Dharmawan · Andi Tomy Aditya Mardana · Aspar Sesasria | Việt Nam (VIE) · Giang Thanh Huy · Giang Việt Anh · Nguyễn Anh Dũng                         |
| Đồng đội nữ  | Việt Nam (VIE) · Lê Thị Khánh Ly · Nguyễn Thị Hằng · Nguyễn Thị Phương   | Malaysia (MAS) · Ariana Lim Jun Yi · Celine Lee Xin Yi · Cherlene Cheung Xue Lin        | Brunei (BRU) · Amirah Syahidah Abd Rahim · Aufa Bazilah Abdul Razak · Wahidah Kamarul Zaman |
| Đồng đội nữ  | Việt Nam (VIE) · Lê Thị Khánh Ly · Nguyễn Thị Hằng · Nguyễn Thị Phương   | Malaysia (MAS) · Ariana Lim Jun Yi · Celine Lee Xin Yi · Cherlene Cheung Xue Lin        | Indonesia (INA) · Ayu Rahmawati · Eva Fitria Setiawati · Siti Maryam                        |

### Kumite

#### Nam
| Nội dung   | Vàng | Bạc | Đồng |
| ---------- | --- | --- | --- |
| Dưới 55 kg | Iwan Bidu Sirait · Indonesia | John Paul Bejar · Philippines | Prem Kumar Selvam · Malaysia                                                                                                   |
| Dưới 55 kg | Iwan Bidu Sirait · Indonesia | John Paul Bejar · Philippines | Siravit Sawangsri · Thái Lan                                                                                                   |
| Dưới 60 kg | Senthil Kumaran Silvarajoo · Malaysia                                                                                                 | Jayson Ramil Macaalay · Philippines | Nguyễn Thanh Duy · Việt Nam |
| Dưới 60 kg | Senthil Kumaran Silvarajoo · Malaysia                                                                                                 | Jayson Ramil Macaalay · Philippines | Myint Maung Maung · Myanmar |
| Dưới 67 kg | Supa Ngamphuengphit · Thái Lan | Rexor Tacay · Philippines | Nguyễn Văn Nhật · Việt Nam |
| Dưới 67 kg | Supa Ngamphuengphit · Thái Lan | Rexor Tacay · Philippines | Jintar Simanjuntak · Indonesia                                                                                                 |
| Dưới 75 kg | Sharmendran Raghonathan · Malaysia | Chu Đức Thịnh · Việt Nam | Sandi Firmansah · Indonesia |
| Dưới 75 kg | Sharmendran Raghonathan · Malaysia | Chu Đức Thịnh · Việt Nam | Songvut Muntaen · Thái Lan |
| Trên 75 kg | Nguyễn Minh Phụng · Việt Nam | Theerapat Kangtong · Thái Lan | Somanroy Arulveeran · Malaysia                                                                                                 |
| Trên 75 kg | Nguyễn Minh Phụng · Việt Nam | Theerapat Kangtong · Thái Lan | Hendro Salim · Indonesia |
| Đồng đội   | Việt Nam (VIE) · Chu Đức Thịnh · Hồ Quang Vũ · Lê Minh Thuận · Nguyễn Minh Phụng · Nguyễn Thanh Duy · Nguyễn Văn Hải · Phạm Minh Nhựt | Thái Lan (THA) · Pichaiyuth Kanokvilaikul · Songvut Muntaen · Supa Ngamphuengphit · Tanapon Romruen · Teerawat Pongsai · Theerapat Kangtong · | Indonesia (INA) · Jhoni Abdillah Sibarani · Rifki Ardiansyah Arrosyiid                                                         |
| Đồng đội   | Việt Nam (VIE) · Chu Đức Thịnh · Hồ Quang Vũ · Lê Minh Thuận · Nguyễn Minh Phụng · Nguyễn Thanh Duy · Nguyễn Văn Hải · Phạm Minh Nhựt | Thái Lan (THA) · Pichaiyuth Kanokvilaikul · Songvut Muntaen · Supa Ngamphuengphit · Tanapon Romruen · Teerawat Pongsai · Theerapat Kangtong · | Malaysia (MAS) · Arvindran Muruges · Ravin Vijaya Kumar · Shaharudin Jamaludin · Sharmendran Raghonathan · Somanroy Arulveeran |

#### Nữ
| Nội dung   | Vàng | Bạc                                                                                      | Đồng                                                                                     |
| ---------- | --- | ---------------------------------------------------------------------------------------- | ---------------------------------------------------------------------------------------- |
| Dưới 50 kg | Srunita Sari Sukatendel · Indonesia                                                                                | Paweena Raksachart · Thái Lan                                                            | Trần Thị Khánh Vy · Việt Nam                                                             |
| Dưới 50 kg | Srunita Sari Sukatendel · Indonesia                                                                                | Paweena Raksachart · Thái Lan                                                            | Junna Tsukii · Philippines                                                               |
| Dưới 55 kg | Syakilla Salni Jefry Krisnan · Malaysia                                                                            | Trang Cẩm Lành · Việt Nam                                                                | Tippawan Khamsi · Thái Lan                                                               |
| Dưới 55 kg | Syakilla Salni Jefry Krisnan · Malaysia                                                                            | Trang Cẩm Lành · Việt Nam                                                                | Mae Soriano · Philippines                                                                |
| Dưới 61 kg | Cok Istri Agung Sanistya Rani · Indonesia                                                                          | Arm Sukkiaw · Thái Lan                                                                   | Nguyễn Thị Ngoan · Việt Nam                                                              |
| Dưới 61 kg | Cok Istri Agung Sanistya Rani · Indonesia                                                                          | Arm Sukkiaw · Thái Lan                                                                   | May Thu Cho · Myanmar                                                                    |
| Dưới 68 kg | Hồ Thị Thu Hiền · Việt Nam                                                                                         | Kanokwan Kwanwong · Thái Lan                                                             | Mathivani Murugeesan · Malaysia                                                          |
| Dưới 68 kg | Hồ Thị Thu Hiền · Việt Nam                                                                                         | Kanokwan Kwanwong · Thái Lan                                                             | Yulanda Asmuruf · Indonesia                                                              |
| Trên 68 kg | Nguyễn Thị Hồng Anh · Việt Nam                                                                                     | Pressy Misty Philip · Malaysia                                                           | Dessyinta Rakawuni Banurea · Indonesia                                                   |
| Trên 68 kg | Nguyễn Thị Hồng Anh · Việt Nam                                                                                     | Pressy Misty Philip · Malaysia                                                           | Saowarot Samseemoung · Thái Lan                                                          |
| Đồng đội   | Malaysia (MAS) · Madhuri Poovanesan · Mathivani Murugeesan · Shree Sharmini Segaran · Syakilla Salni Jefry Krisnan | Việt Nam (VIE) · Bùi Thị Ngọc Hân · Lê Thị Thùy · Nguyễn Thị Hồng Anh · Nguyễn Thị Ngoan | Philippines (PHI) · Erica Celine Samonte · Junna Tsukii · Kimverly Madrona · Mae Soriano |
| Đồng đội   | Malaysia (MAS) · Madhuri Poovanesan · Mathivani Murugeesan · Shree Sharmini Segaran · Syakilla Salni Jefry Krisnan | Việt Nam (VIE) · Bùi Thị Ngọc Hân · Lê Thị Thùy · Nguyễn Thị Hồng Anh · Nguyễn Thị Ngoan | Myanmar (MYA) · April Phaw · May Thu Cho · Nilar Soe Oo · Win Thuzar Min                 |